# Choi Min-ho (artista)
Choi Min-ho (hangul: 최민호; hanja: 崔珉豪; rr: Choe Min-ho; MR: Ch'oe Min-ho; nascido em 9 de dezembro de 1991), mais frequentemente creditado na carreira musical apenas como Minho (em coreano:  민호), é um cantor, ator, compositor, modelo e apresentador sul-coreano. Em 2006 foi descoberto pela SM Entertainment após uma audição bem-sucedida no S.M. Casting System. Minho ganhou destaque como membro do grupo masculino SHINee, formado em 2008, tornando-se um dos grupos mais bem sucedidos da Coreia do Sul. O grupo alcançou tanto sucesso crítico quanto comercial, com diversos singles coreanos número um e reconhecimento internacional rendendo-lhes numerosos elogios e o título de "Príncipes do K-pop".
Iniciou sua carreira como ator em 2010 no especial de TV da KBS2 Pianist. Atuou posteriormente em diversas séries como To The Beautiful You (2012), Medical Top Team (2013), Because It's the First Time (2015) e Hwarang: The Poet Warrior Youth (2016–2017). Fez sua estreia no cinema em 2016 com o filme Canola, e também estrelou Derailed (2016) onde ganhou grande reconhecimento como ator através da sua performance impressionante no filme. Em setembro de 2017, recebeu o Prêmio Especial no Indonesian Television Awards devido à sua popularidade no país como membro do SHINee, bem como por suas performances em vários dramas, sendo o único artista coreano a ser convidado para a cerimônia.

## Vida e carreira

### 1991–2010: Primeiros anos, início de carreira com Shinee e estreia como ator
"Eu queria me tornar um jogador de futebol profissional como meu pai, [...] Mas quando eu era um aluno de quinta série, ele me disse que iria me chutar para fora de casa se eu perseguir esse sonho. Essa foi a primeira vez que ele desaprovou algo que eu fiz, então eu decidi desistir do sonho."

– Minho sobre os seus sonhos e a relação com o seu pai.
Choi nasceu em Incheon, Coreia do Sul em 9 de dezembro de 1991. Filho do treinador de futebol Choi Yun-kyum, Min-ho herdou a habilidade de seu pai e mostrou suas habilidades em shows como Our Town’s Physical Variety e ganhou elogios de Lee Young-pyo, um membro aposentado da equipe nacional. Min-ho também levou o seu time à vitória na competição Idol Futsal World Cup. Originalmente, Min-ho queria se tornar um jogador de futebol profissional como seu pai, mas seu pai desaprovou sua decisão dizendo: "Francamente, eu não queria que ele seguisse meu caminho, [...] Quando eu estava jogando, era difícil viver naquele mundo, muito abusivo naqueles dias. Eu ficava em casa por horas e, em seguida, saia para o acampamento de treinamento. Me perturbava ver meu filho me pedindo para ficar mais a noite. Seu pai também acrescentou que, do ponto de vista do treinador de futebol, ele não achava que seu filho tinha a chance de fazê-lo naquele campo afirmando que Minho é uma pessoa de vontade forte. Tem um irmão mais velho chamado Choi Min-seok. Em 2006 foi descoberto pela SM Entertainment após uma audição bem-sucedida no S.M. Casting System.
Em março de 2008 Min-ho modelou para Seoul Collection S/S Fashion Show, e em maio do mesmo ano para 08/09 F/W Pret-a-Porter Busan Fashion Show do designer Han Sang Baek. Ainda em 2008 foi escolhido como membro do grupo SHINee. O grupo lançou seu primeiro extended play, Replay, em 22 de maio estreando na posição #10 e alcançou a #8 posição nas paradas musicais, onde co-escreveu o lead single de mesmo nome. A primeira apresentação televisiva do grupo ocorreu em 25 de maio de 2008 no programa Inkigayo da SBS. Como compositor co-escreveu com JQ, um "instrutor de rap" da SM Entertainment que trabalha para melhorar e dirigir as habilidades de rap de seus artistas.Em agosto de 2008, o grupo lançou seu primeiro álbum de estúdio em coreano, intitulado The Shinee World, que ganhou o "Newcomer Album of the Year" no Golden Disk Awards. O álbum estreou nas paradas sul-coreanas na terceira posição, vendendo mais 30 mil cópias. Para esse álbum Min-ho co-escreveu os raps para "Love Like Oxygen", "Love's Way", "One for Me", "Graze", e "Best Place". O primeiro single do álbum foi "Love Like Oxygen", um cover de "Show the World" por Martin Hoberg Hedegaard, originalmente escrita pelo compositor dinamarquês e equipe de produção de Thomas Troelsen, Remee e Lucas Secon. Em 18 de setembro do mesmo ano, "Love Like Oxygen" foi a canção número #1 no M Countdown. Poucos dias depois, Shinee recebeu o prêmio "Mutizen" para o mesmo single no Popular Songs da SBS. Em outubro de 2008, foi o principal modelo do designer Andre Kim para o Fashion Show at the 9th World Knowledge Forum. No ano seguinte modelou para o Fashion Show at Dream Forest Festival do designer Lee Sang Bong.
Em janeiro de 2009, apareceu no vídeo musical da canção "Gee" do Girls' Generation. Para o segundo EP do Shinee, Romeo lançado em 25 de maio do mesmo ano, co-escreveu as canções "Talk to You", "Juliette", "Hit Me" e "Romeo + Juliette". Em setembro de 2009, tornou-se membro regular do programa Dream Team. Para o terceiro EP do grupo, 2009, Year of Us lançado em 19 de outubro de 2009, juntamente com Key e o letrista JQ escreveram a canção "Get Down", que conta com a participação de Luna.

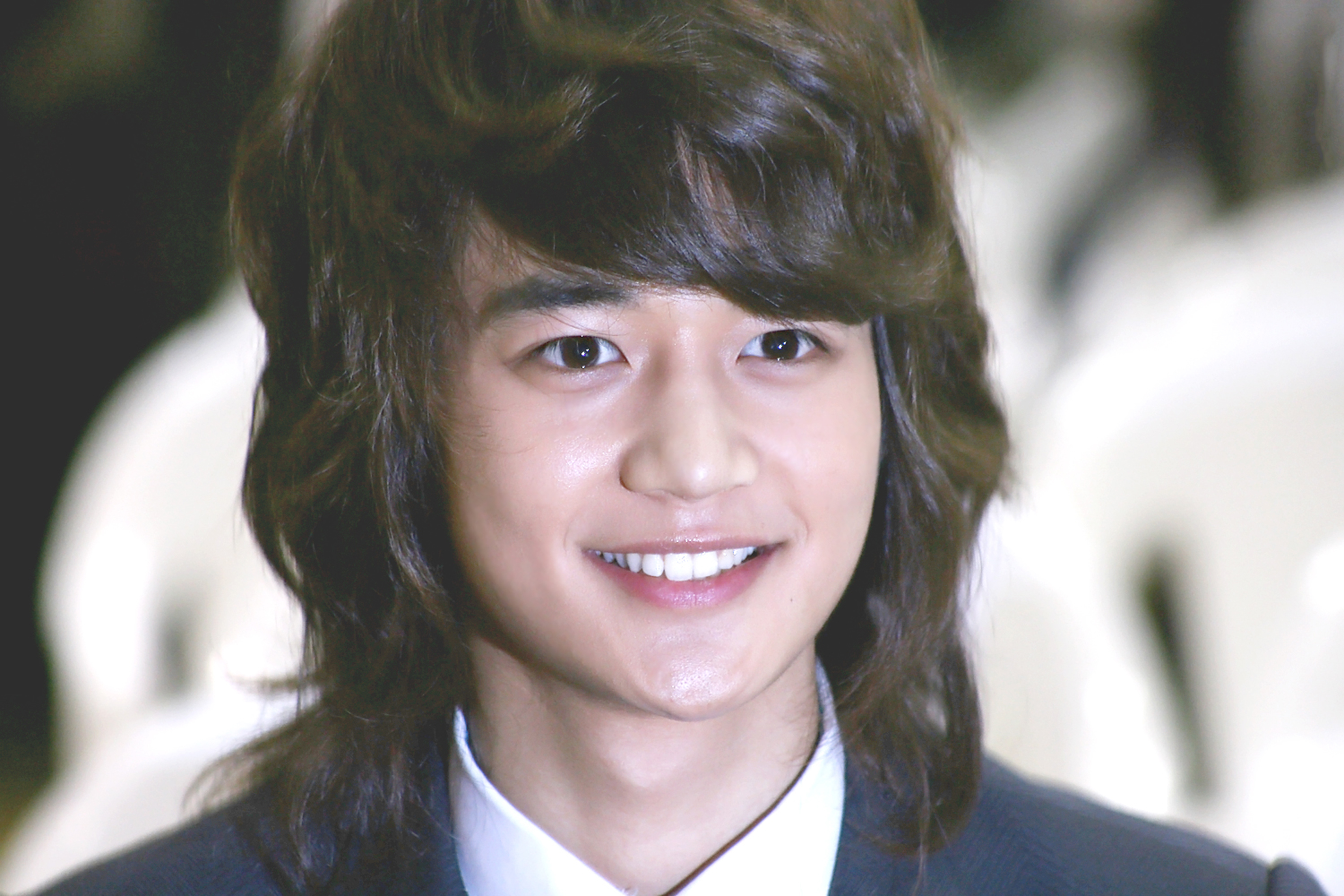
Choi durante sua formatura na Universidade Konkuk. (fevereiro de 2010)

Minho formou-se no ensino médio na Universidade Konkuk em 10 de fevereiro de 2010. Depois de fazer os testes para a admissão no ano anterior, onde foi admitido em 2010. Para o segundo álbum de estúdio do grupo, Lucifer lançado em julho de 2010, compôs os raps para "Up & Down" (coescrita por Jonghyun), "Obsession" (também escrita por Jonghyun), co-escreveu a música "WOWOWOW" com JQ e "Shout Out", com MISFIT e os outros membros do Shinee. O álbum liderou vários gráficos de vendas físicas e digitais na Coreia do Sul poucas horas depois de seu lançamento. As canções do álbum "foram cuidadosamente selecionadas", e o álbum foi produzido para "dar aos ouvintes uma excelente oportunidade para experimentar os diversos personagens musicais e habilidades vocais mais maduras dos membros." Por sua excelente coreografia, o lead single de mesmo nome, foi nomeado para o Best Dance Performance Award no Mnet Asian Music Awards. Lucifer se tornou o sexto álbum mais vendido de 2010 na Coreia do Sul, vendendo mais de 120 mil cópias. Para a versão repaginada do álbum Lucifer, escreveu o rap para a faixa título "Hello", e co-escreveu os raps para "One" e "Get It". Em outubro de 2010, apareceu no vídeo musical da versão japonesa da canção "Gee" do Girls' Generation. Também foi destaque no vídeo da música "Sound" do VNT. Apresentou o programa Show! Music Core, da MBC, de 30 de outubro de 2010 a 9 de julho de 2011. Enquanto isso, estreou como ator em 20 de novembro de 2010 no especial de TV da KBS2 Pianist com a atriz Han Ji-hye.

### 2011–2015: Trabalhos na televisão e crescente popularidade
Em junho de 2011, o Shinee fez sua estreia no mercado japonês com o single "Replay", sendo uma regravação de seu single de estreia lançado originalmente em 2008. O single vendeu mais de 91 mil cópias na primeira semana, sendo certificado posteriormente com um disco "Ouro" pela RIAJ por mais de 100 mil cópias vendidas ainda em junho de 2011. Foi creditado por criar raps adicionais para as músicas "Better", "To Your Heart", e "Stranger" para o primeiro álbum de estúdio em japonês do Shinee, The First, lançado em 7 de dezembro de 2011. O álbum contou com três singles oficiais: "Replay", "Juliette" e "Lucifer", sendo todos regravações de singles lançados originalmente em coreano. Graças ao sucesso das canções Shinee se tornou o primeiro artista estrangeiro em 44 anos na história da Oricon a ter três canções diferentes lançadas no Japão no top três em suas vendas de singles semanais. No mesmo dia foi anunciado que Minho iria assumir um papel como ator cômico na sitcom da SBS, "Salamander Guru and The Shadows", que iria ao ar no início de 2012. Minho desempenhou o papel de Min-hyuk, um hacker gênio, ao lado dos atores Im Won-Hee e Oh Dal-soo. Salamander Guru and The Shadows foi o primeiro seriado da SBS em 5 anos e girava em torno de dois ladrões que representavam um guru. O seriado foi ao ar em janeiro a 30 de março de 2012.
Para o quarto extended play do Shinee, Sherlock lançado em março de 2012, escreveu os raps para as músicas "Alarm Clock" e "Honesty" (escritas por Jonghyun). O EP contou com o single híbrido "Sherlock (Clue + Note)", com a sua coreografia caracterizada por um estilo distinto sendo uma obra do coreógrafo Tony Testa. A letra da canção descreve a solução de Sherlock para um crime através de "pistas" lógicas e "notas" intuitivas. A faixa-título combina as letras das músicas "Clue" e "Note" para criar uma única história. O EP vendeu mais de 135 mil cópias e ficou em primeiro lugar no Gaon Album Chart, tornando-o o álbum mais vendido em março de 2012. A faixa-título "Sherlock (Clue + Note)" superou o Gaon Digital Chart e foi classificado no número 10 no Gaon Download Chart no mês de março, com mais de 740 mil downloads. A música foi nomeada como uma das "50 melhores músicas de boy band de todos os tempos" pela Rolling Stone, que afirmou que a música prova como o K-pop inovador e experimental pode ser. Em 26 de abril de 2012, Minho foi confirmado como o papel principal, ao lado de Sulli e Lee Hyun-woo, na série de televisão "To The Beautiful You", uma versão coreana de "Hana Kimi". A série começou a ser transmitida em 15 de agosto do mesmo ano, pela SBS. Minho interpretou Kang Tae-joon, um medalhista de ouro de salto em altura que desiste do esporte depois de se ferir. Em preparação para seu papel como Tae-joon, Minho recebeu treinamento técnico de Kim Tae-young, ex-atleta de salto alto nacional e membro da Associação da Coréia de Federações de Atletismo, durante um mês e meio. Seu recorde pessoal no momento foi de 1,75 cm. Em dezembro de 2012, juntamente com Taemin, Lay, Kai, Yunho, Eunhyuk e Donghae, formaram o grupo de dança, S.M. The Performance. A primeira aparição do grupo foi no evento SBS Gayo Daejun em 29 de dezembro, com o lançamento do single "Spectrum" no dia seguinte.

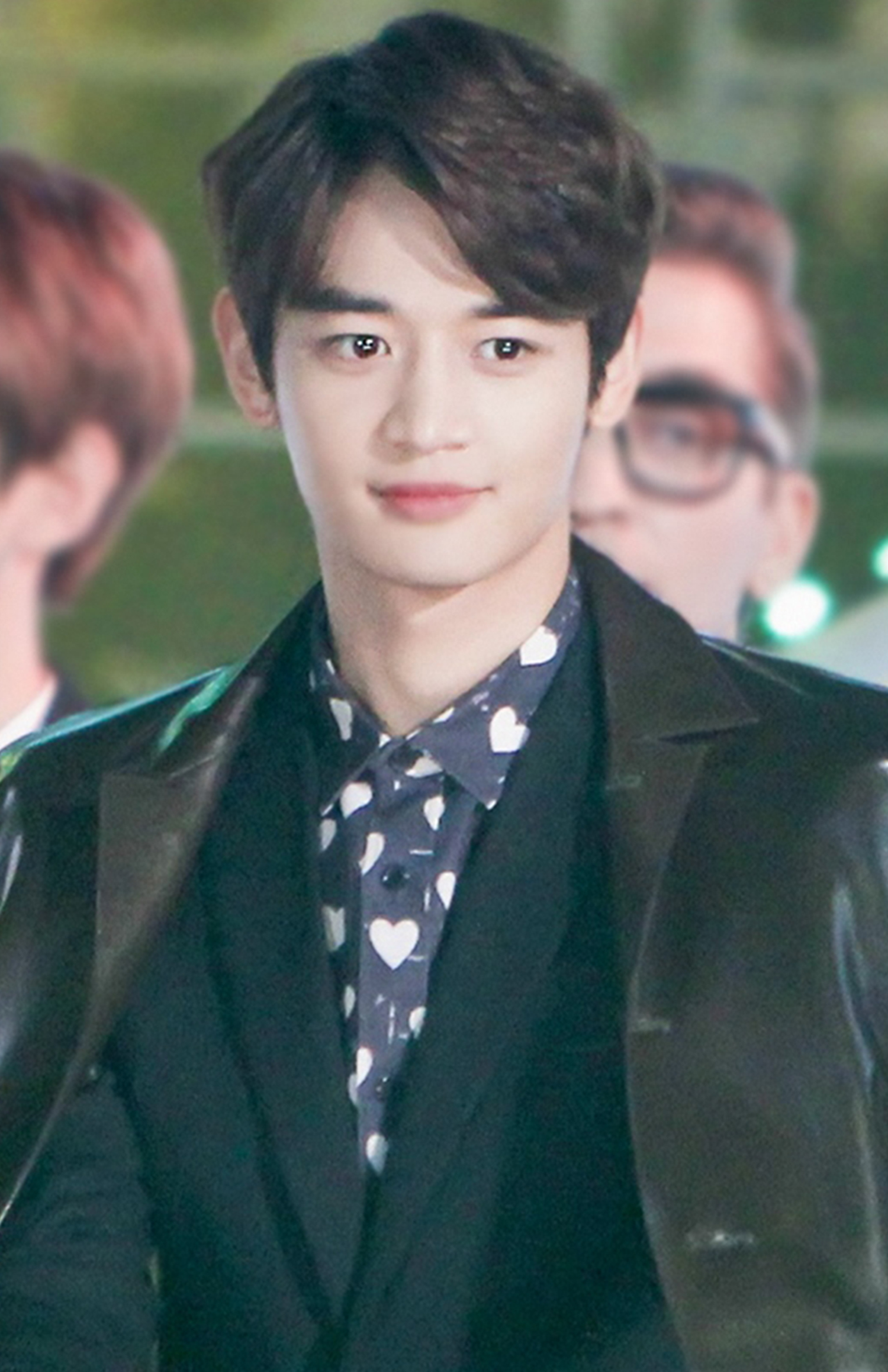
Choi durante o 5th Melon Music Awards. (novembro de 2013)

Em 3 de fevereiro de 2013, a MBC anunciou que o Shinee estrelaria seu próprio espacial de Ano Novo Lunar intitulado "Shinee's Wonderful Day" indo ao ar de 10 de fevereiro a 16 de abril de 2013. Para o especial, Minho, ao lado de Key, visitou a Inglaterra. Ainda no início de fevereiro, a SM Entertainment anunciou o lançamento do terceiro álbum de estúdio em coreano do grupo, Chapter 1. Dream Girl – The Misconceptions of You, onde escreveu as letras de rap para o lead single "Dream Girl" bem como "Girls, Girls, Girls", "Aside", "Beautiful" e "Dynamite". Em 14 de fevereiro, Shinee realizou o evento "Melon Premiere Shinee Music Spoiler" no Olympus Hall, em Seul, onde revelou seis das nove músicas do álbum para 100 revisores de música, e anunciou que não só lançariam um terceiro álbum, mas que seria dividido em duas partes, sendo que a segunda parte chamada Chapter 2. Dream Girl – The Misconceptions of Me seria lançada em abril daquele ano. Onde Minho escreveu os raps para as músicas "Shine (Medusa I)", "Music Box (Orgel)", "Excuse Me Miss" e "Can't Leave (Sleepless Night)". Em 1 de abril de 2013, Minho foi apresentado como apresentador do programa Mamma Mia, da KBS2, onde estrelas do esporte, celebridades e figuras populares trazem suas mães para uma conversa. O primeiro episódio foi ao ar em 14 de abril. Em 20 de abril, voltou a apresentar o Show! Music Core. Sobre Minho continuar apresentando um representante do programa disse em 6 de maio de 2015: "Nós quisemos agarrar o rosto representante do Show! Music Core. Mesmo substituindo os MCs do programa, nós quisemos mantê-lo." O rosto que representa o Music Core não é outro senão Minho".
Em 15 de julho de 2013, a MBC anunciou que Minho participaria do programa Star Diving Show Splash. O programa é baseado no reality show holandês Celebrity Splash!, onde um grupo de celebridades testam suas habilidades de mergulho em uma competição feroz contra si mesmos. Em 29 de julho do mesmo ano, foi anunciado que Minho voltaria para a televisão em Medical Top Team, da MBC, como o belo membro mais jovem de uma equipe médica. Sua história romântica com Oh Yeon-seo serviu para contrabalancear o triângulo amoroso dos personagens principais de Kwon Sang-woo, Jung Ryeo-won e Joo Ji-hoon. Para o EP Everybody, lançado em outubro de 2013, escreveu as letras de rap para as canções "Destination", "Close the Door" e "Colorful" (juntamente com Key). Em 7 de maio de 2014, juntou-se a equipe de futebol do Our Neighborhood Variety and Sports.
Em 29 de janeiro 2015, foi confirmado que Min-ho participaria do show de variedades da KBS, Fluttering India, junto com Suho, Kim Sung-kyu, Lee Jong-hyun, Kyuhyun e Changmin. Foi creditado por escrever o rap das canções "Romance" e "Farewell My Love" para o álbum Odd, lançado em maio de 2015. Em julho do mesmo ano foi escalado para o papel principal da série Because It's the First Time, anteriormente conhecida como Friends 2015, do canal a cabo OnStyle juntamente com a atriz Park So-dam. A série foi ao ar de setembro a novembro de 2015, sendo o primeiro drama produzido por OnStyle, com um total de oito episódios.

### 2016–2021: Trabalhos no cinema, serviço militar e retorno para a televisão

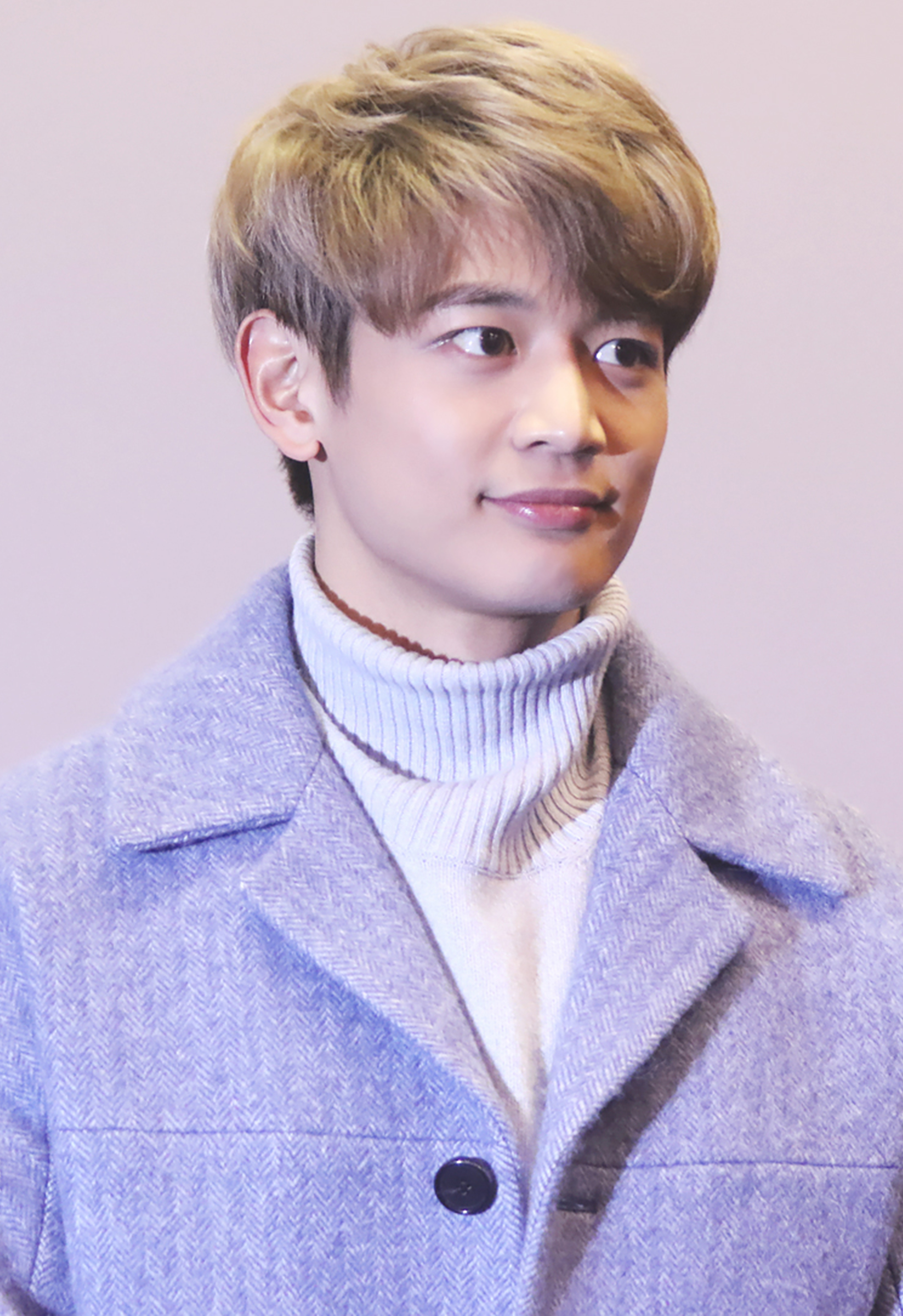
Choi durante uma conferência de imprensa do filme Derailed, no Megabox Coex Mall em Seul. (novembro de 2016)

Em 2016, Choi ampliou sua popularidade como ator estrelando em várias produções. Choi estreou no cinema em maio de 2016, atuando no filme Canola, ao lado de Youn Yuh-jung e Kim Go-eun. O filme dirigido por Yoon Hong-seung, foi filmado em 2015. Ainda em 2016, foi escalado para o filme Derailed ao lado do ator veterano Ma Dong-seok, que foi dirigido por Lee Seong-tae e estreou no Festival de Cannes 2016. O filme teve sua exibição de estreia mundial no 21º Busan International Film Festival, em outubro daquele ano. Em junho de 2016, Choi foi o destaque no vídeo da canção "Miro" do grupo Romeo, que foi possível graças à conexão de Minho a Hwang Sung Wook, o CEO da agência do grupo CT Entertainment. O CEO trabalhou como gerente da SM Entertainment durante mais de 10 anos, gastando parte desse tempo como um gerente do grupo Shinee. Em setembro do mesmo ano, fez uma participação na série de televisão Drinking Solo. Co-escreveu as canções "Don't Let Me Go", "Lipstick", "Don't Stop" e "U Need Me", para o álbum 1 of 1 do Shinee, lançado em outubro de 2016. Em dezembro de 2016, estreou no drama histórico Hwarang: The Poet Warrior Youth pela KBS2.
Em julho de 2017, fez uma aparição no programa Around The World Package Tour, da JTBC. De agosto a setembro de 2017, Choi participou do web drama da JTBC intitulado Somehow 18 ao lado de Lee Yu-bi. O romance fala sobre um homem que era solitário durante o ensino médio e como ele, na tentativa de reviver seu primeiro amor que faleceu, volta no tempo para quando ele tinha 18 anos. Como resultado da alta audiência online de mais de 870 mil visualizações, o web drama passou a ser transmitido na televisão pela JTBC em 8 de outubro daquele ano. Em setembro de 2017, Choi recebeu o Prêmio Especial no Indonesian Television Awards 2017 devido à sua ampla popularidade no país, bem como por suas atuações em vários dramas, sendo o primeiro artista coreano a receber um prêmio na cerimônia. Mais tarde naquele ano, foi escalado para o mini drama de quatro episódios The Most Beautiful Goodbye, remake do drama de 1996 do mesmo nome, atuando ao lado de Won Mi-kyung, Kim Young-ok e Choi Ji-woo.
Em 2018, apareceu no filme The Princess and the Matchmaker, estrelado por Lee Seung-gi e Shim Eun-kyung. O filme é a segunda parte de uma trilogia planejada pela Jupiter Films após o sucesso de bilheteria de 2013 The Face Reader. The Princess and the Matchmaker foi filmado em 2015, sendo lançado nos cinemas locais em 28 de fevereiro de 2018. Depois de receber uma resposta positiva por sua atuação em Derailed, foi escalado para o thriller de ação e ficção científica Illang: The Wolf Brigade, uma adaptação coreana do anime japonês Jin-Roh: The Wolf Brigade. Choi afirmou que escolheu o papel porque queria trabalhar com o diretor Kim Jee-woon. No filme, Choi interpreta Kim Cheol-jin, membro de uma unidade de polícia de elite, e teve seu lançamento em 25 de julho de 2018. Sendo distribuído pela Warner Bros. Korea, o filme recebeu críticas mistas e teve um desempenho inferior nas bilheterias domésticas, vendendo cerca de 897 mil ingressos contra seu ponto de equilíbrio de seis milhões de ingressos. Em setembro de 2018, a SM Entertainment confirmou a participação de Choi no filme The Battle of Jangsari, atuando ao lado de Megan Fox e Kim Myung-min. O filme segue os eventos de 15 de setembro de 1950 e descreve a Batalha de Jangsa, uma operação de demonstração planejada para garantir a Batalha de Inchon liderada pelos soldados da paz das Nações Unidas e pelo General MacArthur durante a Guerra da Coreia. As filmagens começaram em 3 de outubro e foram concluídas em 12 de janeiro de 2019. No início de janeiro de 2019, foi anunciado que Choi embarcaria em sua turnê de fanmeeting, Best Choi's Minho, passando por Seul em 16 de fevereiro, Tóquio em 23 e 24 de fevereiro, Bangkok em 2 de março e Taipei em 3 de março de 2019. Enquanto isso, Choi se inscreveu no Corpo de Fuzileiros Navais em janeiro de 2019, como parte de seu serviço militar obrigatório. Como resultado, ele se alistou no centro de treinamento do Corpo de Fuzileiros Navais localizado em Pohang, na província de Gyeongsang do Norte em 15 de abril de 2019. Antes de iniciar seu serviço militar obrigatório, Minho lançou seu primeiro single solo, "I'm Home", como parte do projeto Station em 28 de março. Ele concluiu sua turnê, Best Choi's Minho, com um fan meeting adicional em Seul, marcado para 30 de março de 2019. O filme The Battle of Jangsari foi lançado nos cinemas sul-coreanos em 25 de setembro de 2019, e nos Estados Unidos teatralmente em 4 de outubro do mesmo ano com legendas em inglês. Yoon Min-sik, do The Korea Herald, considerou a atuação de Choi no papel Choi Sung-Pil, horrível. Declarando também que a culpa foi do diretor, por escolher um ator com habilidades muito limitadas em um papel fundamental, mas a entrega desajeitada de Choi e as expressões faciais rígidas não fizeram nada para dissuadir o seu preconceito sobre cantores ídolos que se tornaram atores.
Choi foi dispensado de suas atividades no exército sul-coreano em 14 de novembro de 2020. Iniciou 2021, retornando para a atuação dando vida ao policial Oh Dong-sik, na série Lovestruck in the City. Ainda em janeiro, retomou as suas atividades como parte do Shinee. De fevereiro à março, integrou o elenco principal do reality show Law of the Jungle – Pioneers. Em setembro de 2021, Choi estreou como apresentador do Best Choice, um programa de conversas sobre esportes em que Minho, conhecido como um "ídolo do atletismo", oferece várias notícias esportivas e conversas com fãs e vários convidados sobre "suas coisas favoritas". No mesmo mês, Choi participou da primeira temporada da série Yumi's Cells. além de aparecer no especial da KBS2 Legendary Actors. Em outubro, apareceu como um dos mentores no quinto episódio do show de sobrvivência Extreme Debut: Wild Idol. Ainda em outubro, estreou como parte da segunda temporada do programa King of Golf. Em 21 de dezembro de 2021, Choi lançou o single "Heartbreak".

### 2022–presente: Trabalhos futuros
Em maio de 2022, Choi realizou um fanmeeting solo, Shinee World J Presents "Best Choi's Minho" 2022, no Japão, além de apresentar duas novas canções. Ele apareceu no filme de terror New Normal, dirigido por Jeong Beom-sik. No filme Minho vive Hoon, um jovem puro e cheio de curiosidade, que se apaixona enquanto se envolve em eventos inesperados depois de receber uma carta misteriosa. New Normal foi escolhido como o filme de encerramento do 26th Bucheon International Fantastic Film Festival, em julho de 2022. Suas primeiras canções em japonês, "Romeo and Juliet" e "Falling Free", foram lançadas digitalmente em 24 de agosto. Ele lançou seu primeiro EP, Chase, em 6 de dezembro de 2022, sendo o quinto e último membro do Shinee a estrear como solista.
Também estrelará a série da Netflix Fabulous, que dá um vislumbre da vida daqueles na indústria da moda que definem as últimas tendências, ao mesmo tempo em que mostram seus lados ocultos por trás de todo o glamour. Minho interpretará o retocador de fotos freelancer Ji Woo-min, um rapaz bonito e alto que parece uma estrela de cinema, mas não está acostumado a expressar suas emoções adequadamente. E que apesar de nunca se esforçar em qualquer coisa que faça, nunca falhou em nada em toda a sua vida.

## Imagem
Em junho de 2016, o grupo Romeo falou sobre a primeira impressão que tiveram de Minho, ao trabalharem com ele durante as gravações do vídeo musical de "Miro", dizendo: "Ficamos muito chocados quando o conhecemos, porque ele é tão bonito e ele tem proporções perfeitas." Eles, então, compartilharam como Minho ajudou-os durante as filmagens: "Nós já estávamos gratos por ele está aparecendo em nosso MV, mas ele também veio para os conjuntos, monitorados por nós, e nos deu vários conselhos".
Em novembro de 2017, Choi foi incluído na lista da Vogue dos "Os homens mais sexys vivos". A Vogue escreveu: "Depois de roubar os holofotes de Melania Trump durante a primeira visita da família (americana) à Coréia do Sul, o mundo estava ansioso para descobrir mais sobre o astro do SHINee, Min-ho.

## Endossos
Em 2008, foi o "Embaixador da Boa Vontade" do 3rd Youth International Video Festival, juntamente com Key. Foi escolhido como o embaixador da Universidade Konkuk em 2010. Em 23 de maio de 2011, foi nomeado embaixador honorário para Youth 2011, onde recebeu uma placa de identificação na celebração da Semana da Juventude realizado no auditório COEX. Em 5 de dezembro de 2014, Min-ho e YoonA foram escolhidos como embaixadores da Unicef para a campanha "Unihero". Sobre a campanha Min-ho disse: "Eu vou trabalhar duro para me tornar um herói que pode trazer esperança para as crianças de todo o mundo. Eu espero que muitas pessoas possam se tornar 'UNIHEROES' através do interesse e amor para as crianças." Em junho de 2016, juntamente com outros artistas da SM Entertainment colaborou para a campanha "Imagine Project" da UNICEF, interpretando a canção "Imagine" de John Lennon.
Em novembro de 2017, Choi, juntamente com a 47ª primeira-dama dos Estados Unidos, Melania Trump participou da campanha "Girls Play 2" na embaixada dos EUA na Coréia, evento organizado para promover as Olimpíadas de Inverno de 2018.
Em julho de 2021, a Federação Coreana de Futebol Profissional nomeou Choi como um dos cinco Embaixadores da K-League para ajudar a promover a liga ao público.
Em 2022, a Korea Creative Content Agency junto com o Ministério da Cultura, Esportes e Turismo revelou a segunda parte de seu projeto cultural imersivo "Age of Light", no qual Choi aparece como uma figura virtual em um estande de experiência de inteligência artificial, "Gwanghwa In". Pernod Ricard Korea anunciaram em janeiro do mesmo ano que selecionaram Ju Ji-hoon e Choi como os novos embaixadores da marca moderna de uísque escocês clássico Ballantine's e lançaram o nova campanha global "Time Well Spent".

## Vida pessoal
Em março de 2010, Minho se feriu durante as filmagens de Dream Team, onde teve que se retirar de suas atividades enquanto Taemin o substituiu no show durante sua ausência. Após sua recuperação, Minho finalmente voltou em agosto de 2010 para continuar suas atividades e promoções do segundo álbum de estúdio do Shinee, Lucifer.
Em outubro de 2014, foi listado no Korean Top Stars, por receber 300 milhões de won como sua taxa de publicidade anual. Em 18 de julho de 2015, sofreu uma lesão no tornozelo durante o 8th Hope Basketball All-Star 2015, causando o atraso do lançamento do quarto álbum repaginado do Shinee, Married to the Music.

## Filmografia
| Título                          | Ano  | Papel          | Notas                                                                      | Ref.    |
| ------------------------------- | ---- | -------------- | -------------------------------------------------------------------------- | ------- |
| I AM.                           | 2012 | Ele mesmo      | Filme biográfico da SM Town                                                | [ 147 ] |
| SMTOWN The Stage                | 2015 | Ele mesmo      | Documentário da SM Town                                                    | [ 148 ] |
| Canola                          | 2016 | Han-i          |                                                                            | [ 149 ] |
| Derailed                        | 2016 | Jin-il         |                                                                            | [ 81 ]  |
| The Princess and the Matchmaker | 2018 | Seo Ga-yoon    | Aparição especial                                                          | [ 95 ]  |
| Illang: The Wolf Brigade        | 2018 | Kim Cheol-jin  |                                                                            | [ 99 ]  |
| The Battle of Jangsari          | 2019 | Choi Seung-pil | Segunda parte de uma trilogia após Operation Chromite                      | [ 150 ] |
| New Normal                      | 2022 | Choi Seung-pil | Filme de encerramento no 26º Bucheon International Fantastic Film Festival | [ 125 ] |

| Título                          | Ano       | Papel         | Notas                                         |
| ------------------------------- | --------- | ------------- | --------------------------------------------- |
| Dream Team                      | 2009–2010 | Ele mesmo     | Membro do Dream Team.                         |
| Show! Music Core                | 2010–2011 | Ele mesmo     | Apresentador                                  |
| Pianist                         | 2010      | Oh Je-ro      | Papel principal; Drama especial               |
| Salamander Guru and The Shadows | 2012      | Choi Min-hyuk | Papel principal                               |
| To The Beautiful You            | 2012      | Kang Tae-joon | Papel principal; Versão coreana de Hana Kimi. |
| Mamma Mia                       | 2013      | Ele mesmo     | Apresentador                                  |
| Show! Music Core                | 2013–2015 | Ele mesmo     | Apresentador                                  |
| Star Diving Show Splash         | 2013      | Ele mesmo     | Participante                                  |
| Medical Top Team                | 2013      | Kim Seong-woo | Elenco principal; Drama medico                |
| Fluttering India                | 2015      | Ele mesmo     | Elenco principal                              |
| My First Time                   | 2015      | Yoon Tae-oh   | Papel principal                               |
| Mrs. Cop 2                      | 2016      | Ele mesmo     | Participação                                  |
| Drinking Solo                   | 2016      | Ele mesmo     | Participação                                  |
| Hwarang: The Poet Warrior Youth | 2016–2017 | Kim Soo-ho    | Regular; Drama histórico                      |
| Somehow 18                      | 2017      | Oh Kyung-hwi  | Papel principal                               |
| The Most Beautiful Goodbye      | 2017      | Jung Soo      | Mini drama de quatro episódios                |
| Lovestruck in the City          | 2021      | Oh Dong-sik   | Recorrente                                    |
| Law of the Jungle – Pioneers    | 2021      | Ele mesmo     | Elenco principal                              |
| Yumi's Cells                    | 2021      | Chae Woo-gi   | Cameo                                         |
| Legendary Actors                | 2021      | Ele mesmo     | Especial de Chuseok                           |
| Extreme Debut: Wild Idol        | 2021      | Ele mesmo     | Mentor (Ep. 5)                                |
| King of Golf                    | 2021      | Ele mesmo     | Elenco principal                              |
| Run for the Money: Battle Royal | 2022      | Ele mesmo     | Concorrente                                   |
| The Fabulous                    | 2022      | Ji Woo-min    | Papel principal                               |

| Título                     | Ano  | Papel     | Notas            |
| -------------------------- | ---- | --------- | ---------------- |
| Chang Min-ho's Buddy Buddy | 2022 | Ele mesmo | Apresentador     |
| Ticketing with Two Feet    | 2023 | Ele mesmo | Elenco principal |

| Título      | Ano  | Papel     | Notas        |
| ----------- | ---- | --------- | ------------ |
| Best Choice | 2021 | Ele mesmo | Apresentador |

| Canção                | Ano  | Artista           | Papel       |
| --------------------- | ---- | ----------------- | ----------- |
| "Gee"                 | 2009 | Girls' Generation | Funcionário |
| "Gee (Japanese Ver.)" | 2010 | Girls' Generation | Cliente     |
| "Sound"               | 2010 | VNT               | DJ          |
| "Miro"                | 2016 | Romeo             |             |

## Discografia

### Extended plays
| Título | Detalhes                                                                                                  |
| ------ | --- |
| Chase  | - Lançamento: 6 de dezembro de 2022 (COR) - Gavadora(s): SM - Formato(s): CD, download digital, streaming |

### Singles
| Título                                                                                   | Ano  | Melhores posições nas paradas | Melhores posições nas paradas | Álbum                 |
| Título                                                                                   | Ano  | KOR                           | US World                      | Álbum                 |
| ---------------------------------------------------------------------------------------- | ---- | ----------------------------- | ----------------------------- | --------------------- |
| "I'm Home" (그래)                                                                        | 2019 | —                             | 12                            | SM Station Season 3   |
| "Heartbreak"                                                                             | 2021 | 144                           | 9                             | Chase                 |
| "Romeo and Juliet"                                                                       | 2022 | —                             | —                             | Lançamentos sem álbum |
| "Falling Free"                                                                           | 2022 | —                             | —                             | Lançamentos sem álbum |
| "Chase" (놓아줘)                                                                         | 2022 | —                             | —                             | Chase                 |
| "—" indica lançamentos que não figuraram nas paradas ou não foram lançados nessa região. |      |                               |                               |                       |

## Fan meetings
| Evento                                         | Data                    | Cidade  | País          | Local                                               |
| ---------------------------------------------- | ----------------------- | ------- | ------------- | --------------------------------------------------- |
| Choi Minho Fanmeeting Tour <Best Choi's Minho> | 16 de fevereiro de 2019 | Seul    | Coreia do Sul | Sangmyung Art Center Gyeyang Hall                   |
| Choi Minho Fanmeeting Tour <Best Choi's Minho> | 23 de fevereiro de 2019 | Tóquio  | Japão         | Musashino Forest Sports Plaza                       |
| Choi Minho Fanmeeting Tour <Best Choi's Minho> | 24 de fevereiro de 2019 | Tóquio  | Japão         | Musashino Forest Sports Plaza                       |
| Choi Minho Fanmeeting Tour <Best Choi's Minho> | 2 de março de 2019      | Bangkok | Tailândia     | Thunder Dome                                        |
| Choi Minho Fanmeeting Tour <Best Choi's Minho> | 3 de março de 2019      | Taipei  | Taiwan        | Centro Internacional de Convenções de Taipei (TICC) |
| Choi Minho Fanmeeting Tour <Best Choi's Minho> | 30 de março de 2019     | Seul    | Coreia do Sul | Estádio Hwajeong da Universidade da Coreia          |
| Choi Minho Fan Party <Best Choi's Minho 2021>  | 21 de dezembro de 2021  | Seul    | Coreia do Sul | Donghae Arts Center                                 |

## Prêmios e indicações

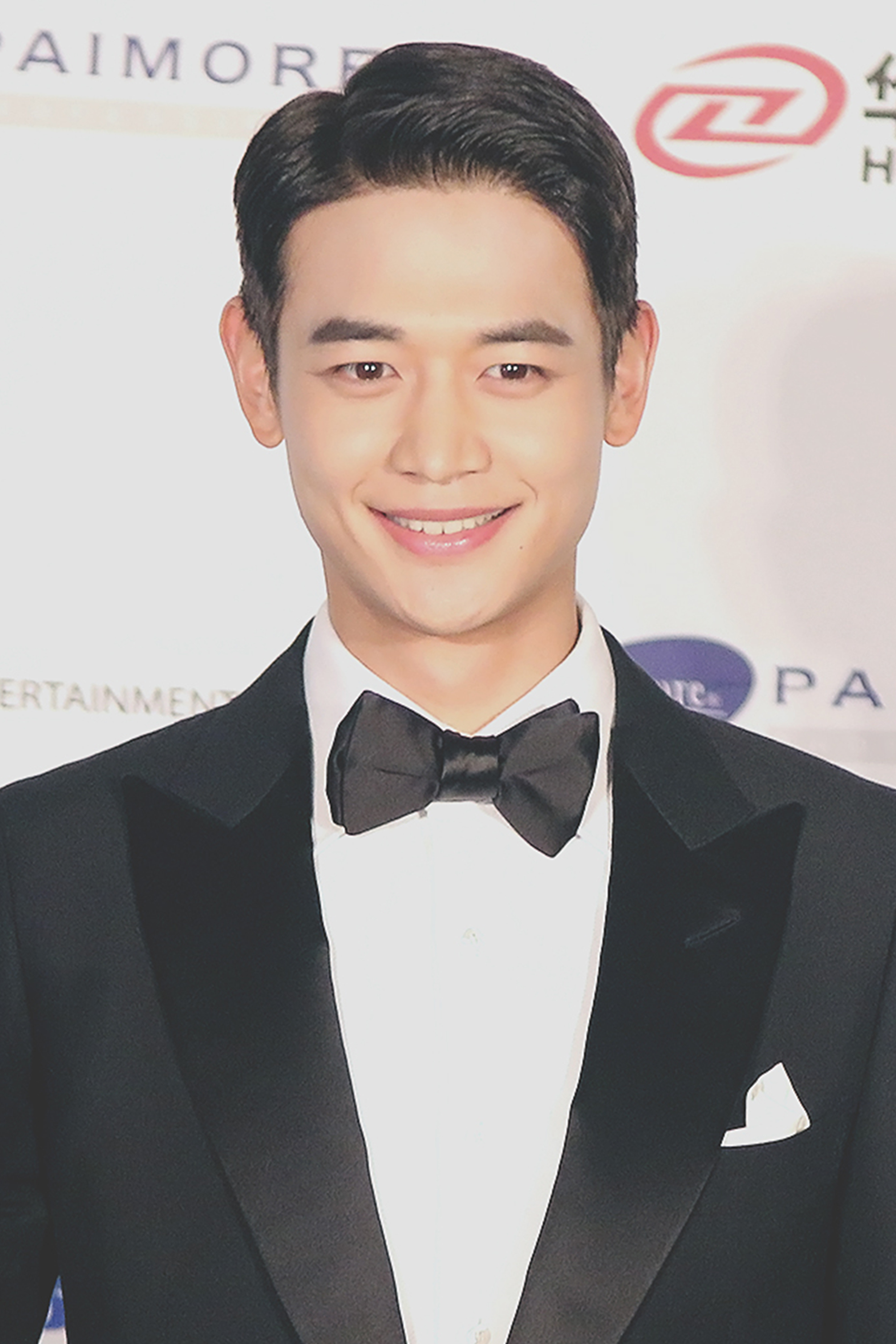
Choi durante o 54th Grand Bell Awards, em outubro de 2017

| Ano  | Prêmio                             | Categoria                                                 | Trabalho nomeado       | Resultado | Ref.    |
| ---- | ---------------------------------- | --------------------------------------------------------- | ---------------------- | --------- | ------- |
| 2010 | SBS Entertainment Awards           | Best Newcomer in a Variety Show                           | Ele mesmo              | Venceu    | [ 156 ] |
| 2011 | Honorary Ambassador for Youth 2011 | Honorary Ambassador for Youth 2011                        | Ele mesmo              | Venceu    | [ 157 ] |
| 2011 | Best Male Idol as Model            | Best Male Idol as Model                                   | Ele mesmo              | Venceu    | [ 158 ] |
| 2012 | SBS Drama Awards                   | New Star Award                                            | To the Beautiful You   | Venceu    | [ 159 ] |
| 2012 | SBS Drama Awards                   | Best Couple Award (com Sulli)                             | To the Beautiful You   | Indicado  | [ 160 ] |
| 2013 | MBC Drama Awards                   | Best New Actor                                            | Medical Top Team       | Indicado  | [ 161 ] |
| 2014 | Baeksang Arts Awards               | Most Popular Actor (TV)                                   | Medical Top Team       | Indicado  | [ 162 ] |
| 2014 | MBC Entertainment Awards           | Music Talk Show Popularity Award (com Kim So-hyun e Zico) | Show! Music Core       | Venceu    | [ 163 ] |
| 2015 | MBC Entertainment Awards           | Popularity Award                                          | Show! Music Core       | Venceu    | [ 164 ] |
| 2016 | 53rd Grand Bell Awards             | Best New Actor                                            | Canola                 | Indicado  |         |
| 2017 | Indonesian Television Awards       | Special Award                                             | Ele mesmo              | Venceu    | [ 9 ]   |
| 2017 | 54th Grand Bell Awards             | Best New Actor                                            | Derailed               | Indicado  | [ 165 ] |
| 2018 | 3rd Asia Artist Awards             | Asia Brilliant Award (Actor)                              | Ele mesmo              | Venceu    | [ 166 ] |
| 2021 | Golden Cinema Film Festival        | Jury's Special Prize                                      | The Battle of Jangsari | Venceu    | [ 167 ] |